# Cyphon hashimotorum
Cyphon hashimotorum is een keversoort uit de familie moerasweekschilden (Scirtidae). De wetenschappelijke naam van de soort werd in 1998 gepubliceerd door Yoshitomi.